# The King’s Daughter
The King’s Daughter ist ein US-amerikanischer Fantasyfilm von Sean McNamara aus dem Jahr 2022. Er basiert auf dem Roman Das Lied von Mond und Sonne von Vonda N. McIntyre aus dem Jahr 1997.

## Handlung
Nach einem Attentat auf Ludwig XIV. wird diesem seine Sterblichkeit bewusst. Er lässt sich von Dr. Labarthe beraten, der glaubt, dass der Tod einer Meerjungfrau dem König Unsterblichkeit bringen kann. Die Meerjungfrau soll ihm bei der nächsten Sonnenfinsternis geopfert werden. Sein spiritueller Berater Pere La Chaise hat Einwände, doch Ludwig XIV. beauftragt den Seemann Captain Yves die Meerjungfrau zu fangen, was dieser dann auch tatsächlich schafft. Dabei lässt er den Meermann laufen und bringt nur das weibliche Wesen ins Schloss Versailles, wo es mit einer aufwendigen Konstruktion gefangen gehalten und mit Meereswasser versorgt wird.
Parallel dazu kommt die uneheliche Tochter Ludwigs XIV., Marie-Josephe, unter dem Vorwand, als Hofkomponistin zu dienen, nach Versailles. Tatsächlich wuchs die Tochter, nicht wissend, dass der König ihr Vater ist, versteckt in einem Nonnenkloster auf. Sie soll das klamme Königreich durch Heirat mit Herzog Lintillac zu neuem Reichtum bringen. Doch zunächst lernt Marie-Josephe das Leben am Hofe kennen und schätzen. Bei einem ihrer Gänge durch das Schloss trifft sie auf Captain Yves und die Meerjungfrau. Da sie seit ihrer Geburt eine besondere Beziehung zum Meer hat, gelingt es ihr, sich mit der Kreatur anzufreunden.
Als sich Marie-Josephe bei einem Ausritt den Arm bricht, rät der Hofarzt zur Amputation. Doch Ludwig XIV. lässt dies nicht zu. Gegen den Rat des Arztes verlässt Marie-Josephe ihr Zimmer und sucht die Meerjungfrau auf. Diese heilt den gebrochenen Arm. Der Arzt nimmt dies als Beweis, dass die Opferung der Meerjungfrau Unsterblichkeit bringt. Nun mehren sich auch Zweifel bei Pere La Chaise, der verzweifelt gegen die Opferung der Meerjungfrau protestiert. Auch Yves ist schon längst nicht mehr überzeugt, das Richtige getan zu haben. Der König schlägt jedoch alle Warnungen in den Wind. Zugleich offenbart er sich als Vater von Marie-Josephe und drängt zur Hochzeit mit dem Herzog.
Marie-Josephe kommt mit Hilfe von Yves dahinter, dass die Meerjungfrau getötet werden soll, und versucht ein letztes Mal, ihren Vater zur Vernunft zu bringen. Dieser lässt sie stattdessen in sein Zimmer einschließen und bringt Yves dazu, die Meerjungfrau für die Zeremonie vorzubereiten. Gleichzeitig soll die Hochzeit stattfinden. Marie-Josephe flieht mit Hilfe von Pere aus ihrem Zimmer und überzeugt Yves die Kreatur freizulassen. Es gelingt ihr, die Meerjungfrau in den Fluss zu entlassen, als Labarthe die drei stört. Er schießt auf Yves, der ins Wasser fällt und von der Meerjungfrau Richtung Meer gezogen wird. Labarthe selbst stürzt in ein Wasserrad und ertrinkt.
Marie-Josephe rennt zu den Klippen, wo auch Ludwig XIV. hineilt, um die Meerjungfrau töten zu lassen. Marie-Josephe droht sich von den Klippen zu stürzen und ihr Leben in die Hände der Meerjungfrau zu legen. Tatsächlich stürzt sie sich die Klippen herunter und Ludwig XIV. verweigert seinen Männern den Befehl zu schießen. So verstreicht die Sonnenfinsternis. Yves und Marie-Josephe werden geheilt und die Meerjungfrau entflieht in ihre Heimat. Pere La Chaise ist stolz auf den König.
Am Ende suchen Yves und Marie-Josephe nach der sagenumwobenen Stadt Atlantis und finden diese tatsächlich. Marie-Josephe springt ins Wasser und schwimmt mit der Meerjungfrau.

## Hintergrund
Die Filmrechte an Das Lied von Mond und Sonne von Vonda N. McIntyre wurden bereits 1999 an Jim Henson Pictures verkauft. Michael London sollte produzieren. Das Drehbuch sollte Laura Harrington zusammen mit der Romanautorin schreiben. Für die Regie war Christopher Renshaw vorgesehen. Das Projekt wurde jedoch eingestellt, da ein Joint Venture zwischen Sony und Jim Henson Pictures platzte. 2002, nach einem Deal mit The Walt Disney Company, wurde das Projekt neu belebt. Im Gespräch war eine Produktion von William M. Mechanic mit Natalie Portman als Hauptdarstellerin. Gregory Hoblit sollte Regie führen und James Schamus das Drehbuch schreiben. Auch dies kam nicht zustande.
2013 wurde schließlich Sean McNamara als Regisseur verkündet. Auch die Besetzung mit Pierce Brosnan als Ludwig XIV., Fan Bingbing als Meerjungfrau wurde verkündet. Während der Vorbereitungen wurde Bill Nighy, der eigentlich als Pere La Chaise vorgesehen war, durch William Hurt ersetzt. Der Dreh begann schließlich im April 2014 an den Originalschauplätzen vom Schloss Versailles. Nach den zwei Wochen in Frankreich fanden die restlichen Aufnahmen in den Docklands Studios Melbourne in Melbourne, Victoria, Australien statt. Die Schiffaufnahmen fanden auf dem historischen Schoner Enterprize statt. Die Dreharbeiten wurden Ende Mai 2014 abgeschlossen.
Ursprünglich wurde die Veröffentlichung über Focus Features für den 10. April 2015 angekündigt, jedoch gut drei Wochen vor dem Starttermin von Paramount Pictures auf unbestimmte Zeit verschoben. 2017 wurden die Verleihrechte neu geklärt, doch der neue Verleiher Open Road Films wurde insolvent und dessen Nachfolger Global Road Entertainment ließ den Film fallen. 2020 kaufte Arclight Film den fertigen Film bei der virtuellen Ausgabe der Internationalen Filmfestspiele von Cannes 2020.
Schließlich erschien der Film am 21. Januar 2022. Der Film hatte weltweite Einnahmen in Höhe von 2.157.750 US-Dollar. Bei einem Produktionsbudget von über 40 Millionen ist dies ein massiver Flop.
In Deutschland erschien der Film am 23. Juni 2022 auf DVD von Koch Films.

## Synchronisation
Die deutsche Synchronisation entstand nach einem Synchronbuch von Jörg Hartung unter der Dialogregie von Peter Lontzek im Auftrag von Think Global Media.
| Rolle           | Darsteller       | Synchronsprecher         |
| --------------- | ---------------- | ------------------------ |
| Benoit          | Paul Ireland     | Sascha Oliver Bauer      |
| Captain Yves    | Benjamin Walker  | Leonhard Mahlich         |
| Dr. Labarthe    | Pablo Schreiber  | Peter Lontzek            |
| Großer Kämmerer | Terry Norris     | Erich Räuker             |
| König Louis XIV | Pierce Brosnan   | Frank Glaubrecht         |
| Lintillac       | Ben Lloyd-Hughes | Julian Tennstedt         |
| Magali          | Crystal Clarke   | Alice Bauer              |
| Marie-Josephe   | Kaya Scodelario  | Lea Kalbhenn             |
| Oberäbtissin    | Rachel Griffiths | Berenice Weichert        |
| Pere La Chaise  | William Hurt     | Wolfgang Condrus         |
| Seemann #1      | Robin Clissod    | Sven Brieger             |
| Erzählerin      | Julie Andrews    | Kerstin Sanders-Dornseif |

## Rezeption

### Kritiken
Nicht nur finanziell war der Film ein Flop. Auch die Kritiken fielen deutlich negativ aus. Auf Filmstarts schrieb der Rezensent Oliver Kube: „Ein in nahezu allen Belangen frontal an die Wand gefahrenes Historien- und Fantasy-Spektakel. Da können auch die sich zwar spürbar Mühe gebenden, letztlich aber aufgrund zahlreicher, eklatanter filmischer und erzählerischer Schwächen hilflosen Stars nichts retten.“
Das Lexikon des internationalen Films vergab einen von fünf Sternen und schrieb: „Eine romantisch-abenteuerliche Young-Adult-Fantasy-Verfilmung, die zwar mit eklektizistisch zusammengestellten Schauwerten und namhaften Darstellern prunken kann, den ausufernden Stoff aber nicht in den Griff bekommt. Themen wie die Angst vor Alter und Tod und die spielerische Abrechnung mit patriarchaler und xenophober Herrschaft entwickeln deshalb keinen emotionalen Sog.“

### Auszeichnungen
Goldene Himbeere 2023
- Nominierung als Schlechtester Film
- Nominierung als Schlechteste Schauspielerin (Kaya Scodelario)
- Nominierung als Schlechteste Nebendarstellerin (Fan Bingbing)[16]